# Johnny Herbert

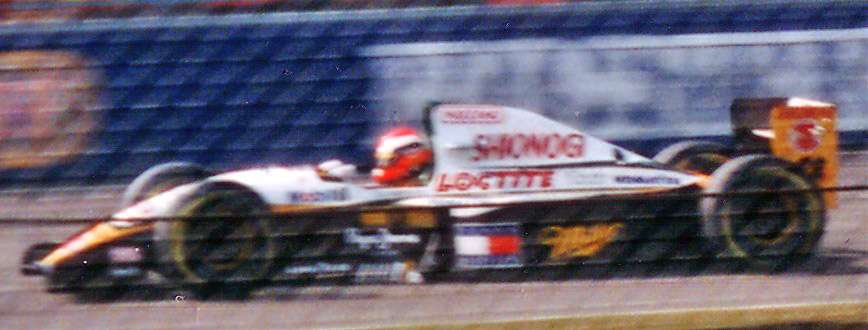
Herbert, como piloto da Lotus, no Grande Prêmio da Grã-Bretanha de 1994.

John Paul "Johnny" Herbert (Brentwood, Essex, 25 de junho de 1964) é um ex-automobilista britânico, nascido na Inglaterra. Foi o vencedor das 24 Horas de Le Mans em 1991, dirigindo um Mazda 787B; e também das 12 Horas de Sebring em 2002, com um Audi R8. Ele competiu na Fórmula 1 entre as temporadas de 1989 até 2000, onde conquistou três vitórias, sendo duas em 1995 pela Benetton e uma pela Stewart em 1999.

## Carreira
A carreira de Herbert na F-1 começou em 1989, quando trabalhou como piloto da Benetton. Logo na estreia de sua nova equipe, o britânico terminou em 4º lugar no GP do Brasil, em Jacarepaguá. Seu desempenho chamou a atenção da Tyrrell, que o chamou em lugar de Jean Alesi nas oportunidades em que o francês não corria.

### Lotus e Ligier
Entre 1990 a 1994, Herbert competiu pela Lotus e Ligier, sem resultados muito expressivos. Em 1990, Herbert retorna novamente à categoria de forma definitiva para fazer as últimas duas provas pela equipe Lotus para substituir o norte-irlandês Martin Donnelly, que havia sofrido um acidente quase fatal no GP da Espanha, em Jerez de la Frontera. Lá, Herbert fica na equipe até 1994, depois faz uma corrida para a Ligier no lugar de Eric Bernard; o piloto francês vai para a Lotus no lugar do piloto inglês.
Em meio à temporada 1991, Herbert foi campeão das 24 Horas de Le Mans correndo pela Mazda junto do francês Bertrand Gachot e o alemão Volker Weidler. Após sua chegada desmaiou, estando exausto e desidratado, e assim estava no hospital da pista enquanto os companheiros subiam ao pódio.

### Volta à Benetton
Herbert voltou à Benetton realizando as duas últimas provas em 1994, depois da falência da Lotus. Em 1995, faria a temporada completa; esta seria uma "volta às origens", pois foi lá que começou sua longa jornada na categoria-mor do automobilismo mundial. Lá, ele viveu seus melhores momentos, com duas vitórias em corridas que o piloto principal da Benneton Michael Schumacher colidiu com o rival Damon Hill (Inglaterra e Itália), mais um pódio atrás apenas de Schumacher (Espanha), e o 4º lugar na temporada.

### Sauber, Stewart e Jaguar
De 1996 a 2000, Herbert atuou pelas equipes Sauber, Stewart e Jaguar, sendo que na Stewart ele conquistou sua derradeira vitória no Grande Prêmio da Europa de 1999. Em 2000, Johnny Herbert atuou na Jaguar, mas resultados insípidos o levaram à demissão no fim da temporada.

### Arrows
Em 2001, Johnny Herbert foi o piloto de testes da Arrows.

## Resultados na Fórmula 1[3]
(legenda)
| Ano  | Equipe                      | Chassis       | Motor                  | 1         | 2         | 3         | 4         | 5         | 6         | 7         | 8         | 9         | 10        | 11        | 12        | 13        | 14        | 15        | 16        | 17        | Pontos | Posição  |
| ---- | --------------------------- | ------------- | ---------------------- | --------- | --------- | --------- | --------- | --------- | --------- | --------- | --------- | --------- | --------- | --------- | --------- | --------- | --------- | --------- | --------- | --------- | ------ | -------- |
| 1989 | Benetton Formula Ltd        | Benetton B188 | Ford Cosworth DFR V8   | BRA 4 G   | SMR 11 G  | MON 14 G  | MEX 15 G  | EUA 5 G   | CAN NQ G  |           |           |           |           |           |           |           |           |           |           |           | 5      | 14º      |
| 1989 | Tyrrell Racing Organisation | Tyrrell 018   | Ford Cosworth DFR V8   |           |           |           |           |           |           |           |           |           |           | BEL Ret G |           | POR NQ G  |           |           |           |           | 5      | 14º      |
| 1990 | Camel Team Lotus            | Lotus 102     | Lamborghini 3512 V12   |           |           |           |           |           |           |           |           |           |           |           |           |           |           | JAP Ret G | AUS Ret G |           | 0      | NC (35º) |
| 1991 | Team Lotus                  | Lotus 102B    | Judd EV V8             |           |           |           |           | CAN NQ G  | MEX 10 G  | FRA 10 G  | GBR 14† G |           |           | BEL 7 G   |           | POR Ret G |           | JAP Ret G | AUS 11 G  |           | 0      | NC (27º) |
| 1992 | Team Lotus                  | Lotus 102D    | Ford HB V8             | AFS 6 G   | MEX 7 G   | BRA Ret G | ESP Ret G |           |           |           |           |           |           |           |           |           |           |           |           |           | 2      | 15º      |
| 1992 | Team Lotus                  | Lotus 107     | Ford HB V8             |           |           |           |           | SMR Ret G | MON Ret G | CAN Ret G | FRA 6 G   | GBR Ret G | ALE Ret G | HUN Ret G | BEL 13† G | ITA Ret G | POR Ret G | JAP Ret G | AUS 13 G  |           | 2      | 15º      |
| 1993 | Team Lotus                  | Lotus 107B    | Ford HB D6 V8          | AFS Ret G | BRA 4 G   | EUR 4 G   | SMR 8† G  | ESP Ret G | MON Ret G | CAN 10 G  | FRA Ret G | GBR 4 G   | ALE 10 G  | HUN Ret G | BEL 5 G   | ITA Ret G | POR Ret G | JAP 11 G  | AUS Ret G |           | 11     | 9º       |
| 1994 | Team Lotus                  | Lotus 107C    | Mugen-Honda MF-351 V10 | BRA 7 G   | PAC 7 G   | SMR 10 G  | MON Ret G |           |           |           |           |           |           |           |           |           |           |           |           |           | 0      | NC (26º) |
| 1994 | Team Lotus                  | Lotus 109     | Mugen-Honda MF-351 V10 |           |           |           |           | ESP Ret G | CAN 8 G   | FRA 7 G   | GBR 11 G  | ALE Ret G | HUN Ret G | BEL 12 G  | ITA Ret G | POR 11 G  |           |           |           |           | 0      | NC (26º) |
| 1994 | Ligier Gitanes Blondes      | Ligier JS39B  | Renault RS6 V10        |           |           |           |           |           |           |           |           |           |           |           |           |           | EUR 8 G   |           |           |           | 0      | NC (26º) |
| 1994 | Mild Seven Benetton         | Benetton B194 | Ford ECA Zetec-R V8    |           |           |           |           |           |           |           |           |           |           |           |           |           |           | JAP Ret G | AUS Ret G |           | 0      | NC (26º) |
| 1995 | Mild Seven Benetton Renault | Benetton B195 | Renault RS7 V10        | BRA Ret G | ARG 4 G   | SMR 7 G   | ESP 2 G   | MON 4 G   | CAN Ret G | FRA Ret G | GBR 1 G   | ALE 4 G   | HUN 4 G   | BEL 7 G   | ITA 1 G   | POR 7 G   | EUR 5 G   | PAC 6 G   | JAP 3 G   | AUS Ret G | 45     | 4º       |
| 1996 | Red Bull Sauber Ford        | Sauber C15    | Ford JD Zetec-R V10    | AUS Ret G | BRA Ret G | ARG 9 G   | EUR 7 G   | SMR Ret G | MON 3 G   | ESP Ret G | CAN 7 G   | FRA DSQ G | GBR 9 G   | ALE Ret G | HUN Ret G | BEL Ret G | ITA 9† G  | POR 8 G   | JAP 10 G  |           | 4      | 14º      |
| 1997 | Red Bull Sauber Petronas    | Sauber C16    | Petronas SPE-01 V10    | AUS Ret G | BRA 7 G   | ARG 4 G   | SMR Ret G | MON Ret G | ESP 5 G   | CAN 5 G   | FRA 8 G   | GBR Ret G | ALE Ret G | HUN 3 G   | BEL 4 G   | ITA Ret G | AUT 8 G   | LUX 7 G   | JAP 6 G   | EUR 8 G   | 15     | 10º      |
| 1998 | Red Bull Sauber Petronas    | Sauber C17    | Petronas SPE-01D V10   | AUS 6 G   | BRA 11† G | ARG Ret G | SMR Ret G | ESP 7 G   | MON 7 G   | CAN Ret G | FRA 8 G   | GBR Ret G | AUT 8 G   | ALE Ret G | HUN 10 G  | BEL Ret G | ITA Ret G | LUX Ret G | JAP 10 G  |           | 1      | 15º      |
| 1999 | HSBC Stewart Ford           | Stewart SF-3  | Ford CR-1V10           | AUS DNS B | BRA Ret B | SMR 10† B | MON Ret B | ESP Ret B | CAN 5 B   | FRA Ret B | GBR 12 B  | AUT 14 B  | ALE 11† B | HUN 11 B  | BEL Ret B | ITA Ret B | EUR 1 B   | MAL 4 B   | JAP 7 B   |           | 15     | 8º       |
| 2000 | Jaguar Racing               | Jaguar R1     | Cosworth CR-2 V10      | AUS Ret B | BRA Ret B | SMR 10 B  | GBR 12 B  | ESP 13 B  | EUR 11† B | MON 9 B   | CAN Ret B | FRA Ret B | AUT 7 B   | ALE Ret B | HUN Ret B | BEL 8 B   | ITA Ret B | EUA 11 B  | JAP 7 B   | MAL Ret B | 0      | NC (17º) |

† Completou mais de 90% da distância da corrida.

### Resultados das 24 Horas de Le Mans[4]
| Ano  | Equipe                    | Nº  | Co-Pilotos                                   | Chassi                     | Pneus | Classe | Voltas | Posição Final | Posição Na Categoria |
| Ano  | Equipe                    | Nº  | Co-Pilotos                                   | Motor                      | Pneus | Classe | Voltas | Posição Final | Posição Na Categoria |
| ---- | ------------------------- | --- | -------------------------------------------- | -------------------------- | ----- | ------ | ------ | ------------- | -------------------- |
| 1990 | Mazdaspeed Co. Ltd.       | 202 | Volker Weidler Bertrand Gachot               | Mazda 787                  | D     | GTP    | 148    | DNF           | DNF                  |
| 1990 | Mazdaspeed Co. Ltd.       | 202 | Volker Weidler Bertrand Gachot               | Mazda R26B 2.6L 4-Rotor    | D     | GTP    | 148    | DNF           | DNF                  |
| 1991 | Mazdaspeed Co. Ltd.       | 55  | Volker Weidler Bertrand Gachot               | Mazda 787B                 | D     | C2     | 362    | 1º            | 1º                   |
| 1991 | Mazdaspeed Co. Ltd.       | 55  | Volker Weidler Bertrand Gachot               | Mazda R26B 2.6L 4-Rotor    | D     | C2     | 362    | 1º            | 1º                   |
| 1992 | Mazdaspeed Co. Ltd. Oreca | 5   | Volker Weidler Bertrand Gachot Maurizio Sala | Mazda MXR-01               | M     | C1     | 336    | 4º            | 4º                   |
| 1992 | Mazdaspeed Co. Ltd. Oreca | 5   | Volker Weidler Bertrand Gachot Maurizio Sala | Mazda (Judd) MV10 3.5L V10 | M     | C1     | 336    | 4º            | 4º                   |
| 2001 | Champion Racing           | 3   | Didier Theys Ralf Kelleners                  | Audi R8                    | M     | LMP900 | 81     | DNF           | DNF                  |
| 2001 | Champion Racing           | 3   | Didier Theys Ralf Kelleners                  | Audi 3.6L Turbo V8         | M     | LMP900 | 81     | DNF           | DNF                  |
| 2002 | Audi Sport North America  | 2   | Christian Pescatori Rinaldo Capello          | Audi R8                    | M     | LMP900 | 374    | 2º            | 2º                   |
| 2002 | Audi Sport North America  | 2   | Christian Pescatori Rinaldo Capello          | Audi 3.6L Turbo V8         | M     | LMP900 | 374    | 2º            | 2º                   |
| 2003 | Team Bentley              | 8   | Mark Blundell David Brabham                  | Bentley Speed 8            | M     | LMGTP  | 375    | 2º            | 2º                   |
| 2003 | Team Bentley              | 8   | Mark Blundell David Brabham                  | Bentley 4.0L Turbo V8      | M     | LMGTP  | 375    | 2º            | 2º                   |
| 2004 | Audi Sport UK Team Veloqx | 88  | Jamie Davies Guy Smith                       | Audi R8                    | M     | LMP1   | 379    | 2º            | 2º                   |
| 2004 | Audi Sport UK Team Veloqx | 88  | Jamie Davies Guy Smith                       | Audi 3.6L Turbo V8         | M     | LMP1   | 379    | 2º            | 2º                   |
| 2007 | Aston Martin Racing       | 007 | Peter Kox Tomáš Enge                         | Aston Martin DBR9          | M     | GT1    | 337    | 9º            | 4º                   |
| 2007 | Aston Martin Racing       | 007 | Peter Kox Tomáš Enge                         | Aston Martin 6.0L V12      | M     | GT1    | 337    | 9º            | 4º                   |

## Indy Racing League[5]
| Ano  | Equipe                     | Chassi  | Motor     | 1   | 2   | 3   | 4   | 5        | 6   | 7   | 8   | 9   | 10  | 11  | 12  | 13  | 14  | 15  | Pontos | Posição |
| ---- | -------------------------- | ------- | --------- | --- | --- | --- | --- | -------- | --- | --- | --- | --- | --- | --- | --- | --- | --- | --- | ------ | ------- |
| 2002 | Duesenberg Brothers Racing | Dallara | Chevrolet | HOM | PHO | FON | NAZ | IND NQ F | TX1 | COL | RIC | KAN | NAS | MIC | KEN | GAT | CHI | TX2 | -      | -       |

## 500 Milhas de Indianápolis[5]
| Ano  | Equipe                     | Chassi  | Motor     | Pneus | Final |
| ---- | -------------------------- | ------- | --------- | ----- | ----- |
| 2002 | Duesenberg Brothers Racing | Dallara | Chevrolet | F     | NQ    |